# Out to Sea
Out to Sea (Por rumbas y a lo loco en España y Bailando sobre el mar en Hispanoamérica) es una comedia del año 1997, dirigida por Martha Coolidge y protagonizada por Jack Lemmon, Walter Matthau y Dyan Cannon. 

## Argumento
Charlie convence a su cuñado viudo Herb para que lo acompañe en un crucero de lujo con todos los gastos pagos, para buscar mujeres solas y ricas. El único problema es que deben ser instructores de baile. Con un tiránico director de crucero, la sexy Liz y la amorosa Vivian, los protagonistas enfrentarán muchos problemas y aventuras antes de volver al puerto.los más extraordinario de este viaje , es que se encuentra a sí mismo y con el amor

## Reparto
- Jack Lemmon como Herb Sullivan.
- Walter Matthau como Charlie Gordon.
- Dyan Cannon como Liz LaBreche.
- Gloria DeHaven como Vivian.
- Brent Spiner como Gil Godwyn.
- Elaine Stritch como Mavis LaBreche.
- Hal Linden como Mac Valor.
- Donald O'Connor como Jonathan Devereaux.
- Edward Mulhare como Cullen Carswell.
- Rue McClanahan como Ellen Carruthers.
- Alexandra Powers como Shelly.